# Mohammad Najibullah
Mohammad Najibullah Ahmadzai (6 tháng 8 năm 1947 - 27 tháng 9 năm 1996), thường được gọi là Mohammad Najibullah, là Tổng thống Afghanistan từ năm 1987 đến năm 1992. Trước đó ông ta đã có nhiều nhiệm vụ khác nhau trong Đảng Dân chủ Nhân dân Afghanistan (PDPA) và đã tốt nghiệp Đại học Kabul. Sau cách mạng Saur và Nhà nước Cộng hòa Dân chủ Afghanistan đã được thành lập, Najibullah lúc ấy chỉ là một quan chức cấp thấp: ông ta bị ép giữ cương vị Đại sứ tại Iran trong suốt thời gian Hafizullah Amin lên nắm quyền. Ông ta trở lại Afghanistan ngay giữa lúc Liên Xô kéo quân vào nước này nhằm lật đổ Hafizullah Amin (ông là một chính trị gia bảo thủ và thân Mỹ) và đưa Babrak Karmal, một chính trị gia cộng sản lên nắm quyền. Trong thời gian cai trị của Karmal, Najibullah đã trở thành người đứng đầu của KHAD, cơ quan an ninh của Afghanistan tương tự như KGB của Liên Xô. Ông ta là thành viên của phái Parcham do Karmal dẫn đầu.
Trong suốt thời gian ông ta làm người đứng đầu KHAD, cơ quan này đã trở thành một trong những cơ quan chính phủ hiệu quả nhất. Nhờ điều này mà Najibullah đã được để ý bởi nhiều nhà lãnh đạo Liên Xô như như Yuri Andropov, Dmitriy Ustinov và Boris Ponomarev. Năm 1981, Najibullah đã được bổ nhiệm vào Bộ chính trị PDPA. Năm 1985, Najibullah chuyển sang giữ chức bộ trưởng an ninh quốc gia để tập trung vào PDPA; ông ta đã được bổ nhiệm vào Ban Thư ký PDPA. Mikhail Gorbachev, lãnh đạo Liên Xô cuối cùng, có thể đã ép Karmal từ chức Tổng bí thư PDPA vào năm 1986, và đưa Najibullah lên thay. Vài tháng sau Najibullah bị cuốn vào cuộc đấu tranh quyền lực chống lại Karmal, mà vẫn nắm giữ được chức Chủ tịch Hội đồng Cách mạng. Najibullah rõ ràng là đã coi Karmal là đối thủ chính trị của ông ta.
Trong nhiệm kỳ tổng thống của Najibullah, ở Afghanistan, Liên Xô đã bắt đầu rút hết quân ra khỏi Afghanistan. Từ năm 1989 đến năm 1992, ông ta đã cố gắng đưa Đảng và Nhà nước Afghanistan thoát khỏi nội chiến mà không có sự trợ giúp của Liên Xô. Dù Liên Xô đã rút quân nhưng nước này vẫn hỗ trợ chính quyền ông Najibullah dưới hình thức viện trợ kinh tế và quân sự, trong khi Hoa Kỳ và phương Tây vẫn tiếp tục giang tay hỗ trợ cho các chiến binh Mujahideen chống lại phe cộng sản. Najibullah dường như đã cố gắng thu hút được sự ủng hộ từ dân chúng nhưng ông ta đã không thể làm được điều đó. Najibullah thậm chí còn cố gắng mô tả rằng chính phủ của mình là "Cộng hòa Hồi giáo", và trong hiến pháp năm 1990 đã quy định Afghanistan là một nhà nước Hồi giáo và tất cả các mối liên hệ với chủ nghĩa cộng sản đã được Quốc hội nước này bãi bỏ. Với sự tan rã của Liên Xô vào tháng 12 năm 1991, chính quyền Najibullah đã mất hết nguồn viện trợ từ bên ngoài. Điều này, cùng với việc trong nội bộ chính phủ của Najibullah đang xảy ra lục đục, dẫn đến việc chính phủ của ông ta bị sụp đổ hoàn toàn và ông ta bị buộc phải từ chức vào tháng 4 năm 1992. Nhà nước Afghanistan cộng sản chính thức chấm dứt sự tồn tại kể từ đây. Najibullah đã tị nạn tại trụ sở Liên Hợp Quốc tại Kabul cho đến năm 1996, khi Taliban tiến vào thành phố này để bắt giữ ông ta. Najibullah được cho là đã bị Taliban sát hại, và thi thể của ông ta đã bị kéo lê đằng sau một chiếc xe tải do lính Taliban lái đang chạy trên đường đến Kabul trước khi bị họ xử treo cổ công khai.